# Rudgea tayloriae
Rudgea tayloriae là một loài thực vật có hoa trong họ Thiến thảo. Loài này được Aymard, Dorr & Cuello miêu tả khoa học đầu tiên năm 1999.